# La Pus moderna
La Pus moderna fue una publicación impresa bimestral de crítica, contracultura, rock y humor fundada en la Ciudad de México en 1989 por el periodista y fotógrafo jalisciense Rogelio Villarreal y el dibujante Ramón Sánchez Lira. El logotipo fue diseñado por Ónix Acevedo. Fue clasificada por Conaculta como revista independiente La Pus moderna fue considerada por su público como una revista marginal por su tiraje corto, los problemas de su distribución, pero sobre todo por sus contenidos irreverentes y políticamente incorrectos.

## Historia
El número 1 de la revista La Pus moderna se publicó en el mes de noviembre de 1989, en cuya portada aparece el grupo de rock mexicano Maldita Vecindad y los Hijos del Quinto Patio; dicho proyecto editorial tuvo como antecedente inmediato a La Regla Rota (abril de 1984 a 1987) y tuvo como principal centro de distribución el Tianguis del Chopo. El nombre de la revista debe su origen a un juego de palabras que apela a la era postmoderna y sus expresiones artísticas, tal y como lo expresa Olivier Debroise en un texto que hace referencia a la exposición ¿Neomexicanismos? Ficciones identitarias en el México de los ochenta
Los espacios a los que se encuentra asociada la publicación, van desde el Bar 9 (bar gay de la Zona Rosa de la Ciudad de México) hasta la Última Carcajada de la Cumbancha (LUCC), donde se realizaban una serie de actividades que van desde los conciertos hasta las proyecciones de cine de autor y exhibiciones de perfomance.
La importancia de la revista le ha permitido ser distribuida por la Editorial Praxis, y ser referida en el capítulo "Deep Literature and Dirty Realism: Rupture and Continuity in the Canon" de Gerardo Cruz-Grunerth, en el libro New Trends in Contemporary Latin American Narrative: Post-National Literatures and the Canon.

## Colaboradores
- Rogelio Villarreal, periodista y fotógrafo.
- Ramón Sánchez Lira "Mongo", dibujante.
- Carlos Monsiváis, escritor.
- Juan José Gurrola, dramaturgo
- Naief Yehya, escritor.
- Guillermo Fadanelli, escritor.